# コンパス座銀河
コンパス座銀河は、地球から見てコンパス座の方向約1400万光年の距離にある渦巻銀河。天の川銀河に最も近いセイファート銀河の1つとされる。

## 特徴
銀河内部は激変中で、ガスの環が銀河から放出されている可能性が高い。最も外側の環の直径は1,400光年、最も内側の環の直径は260光年と見積もられている。コンパス座銀河は小望遠鏡でも観測可能だが、銀河面から約4°しか離れておらず、天の川銀河の星間物質によって隠されているため、最近まで気づかれなかった。2型のセイファート銀河で、ケンタウルス座Aよりも若干遠いかもしれないが、銀河系に最も近い既知の活動銀河核の1つでもある。
コンパス座銀河で検出された超新星SN 1996crは、爆発から10年以上に渡り観測され続けた。この超新星は、2001年にX線観測衛星チャンドラの画像中の明るく光度の変わる天体として最初に検出されたが、後年になるまで超新星だと確定されなかった。